# Billy Redden
Billy Redden (Contea di Rabun, 1956) è un attore statunitense.
Ha debuttato al cinema ad appena 15 anni nel film Un tranquillo weekend di paura con Jon Voight e Burt Reynolds in cui ha interpretato Lonnie, ruolo che lo ha reso noto in tutto il mondo.

## Filmografia parziale
- Un tranquillo weekend di paura (Deliverance), regia di John Boorman (1972)
- Blastfighter, regia di Lamberto Bava (1984)
- Big Fish - Le storie di una vita incredibile (Big Fish), regia di Tim Burton (2003)
- Blue Collar TV – serie TV, episodio 1x12 (2004)
- Outrage, regia di Kirby Dick (2009)